# Större turturduva
Större turturduva (Streptopelia orientalis) är en asiatisk fågel som tillhör familjen duvor och som är närbesläktad med turturduva.

## Utseende
Större turturduva är en liten duva som mäter 30-35 cm, har ett vingspann på 54-62 cm och påminner om den närbesläktade europeiska turturduvan. Den är något större än denna, speciellt gäller detta underarten orientalis, som är ungefär stor som turkduvan. Likt turturduvan har den ett svart och vitstreckat parti på halssidan men bröstet är mindre rosafärgat och dess vingpennor mer bruna med mörkt centra till skillnad från turturduvans orangebruna. Den har en spetsig stjärt precis som turturduvan. Dess flykt är mer avslappnad och direkt till skillnad från turturduvans.
Morfologiska skillnader, utöver storlek, mellan underarterna orientalis och meena är omdiskuterade. Ofta har orientalis beskrivits ha grå stjärtspetsar medan meena har vita stjärtspetsar, likt turturduvan. Studier visar dock att dessa skillnader inte är diagnostiska skillnader mellan taxonen eftersom orientalis också kan uppvisa mycket ljusa vingspetsar. Andra skillnader är att orientalis har mörkare bröst med mindre skär ton och även mörkare undergump till skillnad från meena som har ljus undergump.
Lätet består av två hesa toner följt av två klara "hr-hr oo-oo".

## Utbredning och systematik
Större turturduva är en asiatisk art som delas upp i sex underarter med följande utbredning:
- bergturturduva[7] Streptopelia orientalis meena – häckar från sydvästra Sibirien till Iran, Afghanistan, Kashmir och Nepal
- orientturturduva[7] Streptopelia orientalis orientalis – häckar från centrala Sibirien till Kina, Korea, Japan och Kurilerna.
- Streptopelia orientalis stimpsoni – endemisk för Ryukyuöarna
- Streptopelia orientalis orii – endemisk för Taiwan
- Streptopelia orientalis erythrocephala – endemisk för Indiska halvön
- Streptopelia orientalis agricola – förekommer från nordöstra Indien till Burma och västra Yunnan och Hainan i södra centrala Kina.

De två nordliga underarterna meena och orientalis är flyttfåglar medan övriga fyra är stannfåglar.

### Större turturduva i Sverige
Fågeln har setts i Sverige vid 38 tillfällen, där åtminstone fyra individer bedömts vara av underarten orientalis. En stor andel är från norra Sverige, från Ångermanland och norrut.

## Ekologi
Större turturduva förekommer i en rad olika miljöer, från boreala still tropiska skogar. Fågeln födosöker gärna i risfält och på åkrar. Den intar också örter, bambuskott, bär från Prunus-träd och små sniglar. Den födosöker mest på marken. Större turturduva lägger två vita ägg som ruvas i 15–16 dagar.

## Status och hot
Arten har ett stort utbredningsområde, men tros minska i antal, dock inte tillräckligt kraftigt för att den ska betraktas som hotad. Internationella naturvårdsunionen IUCN listar arten som livskraftig (LC).  Världspopulationen har inte uppskattats men den beskrivs som generellt vanlig.

## Bildgalleri

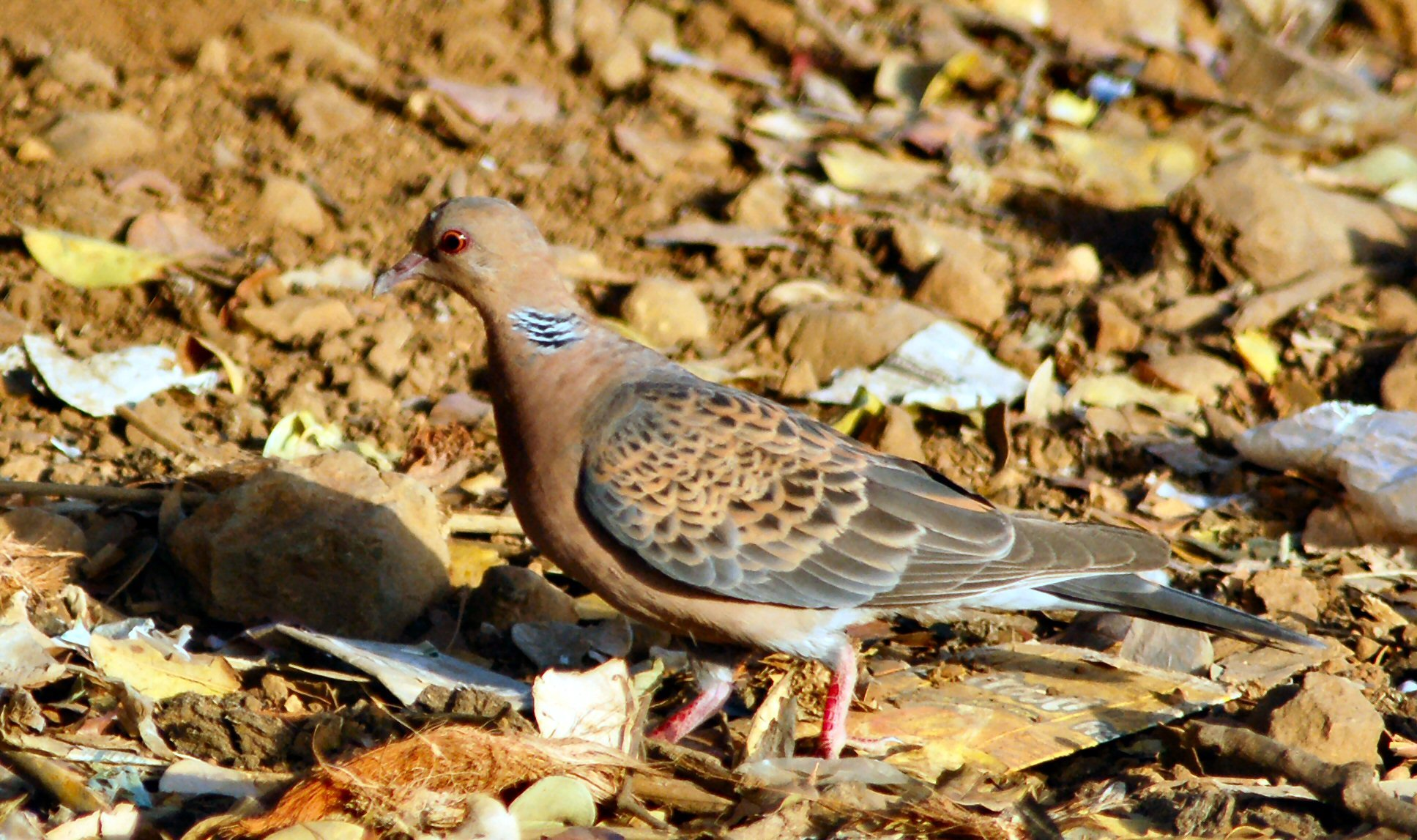
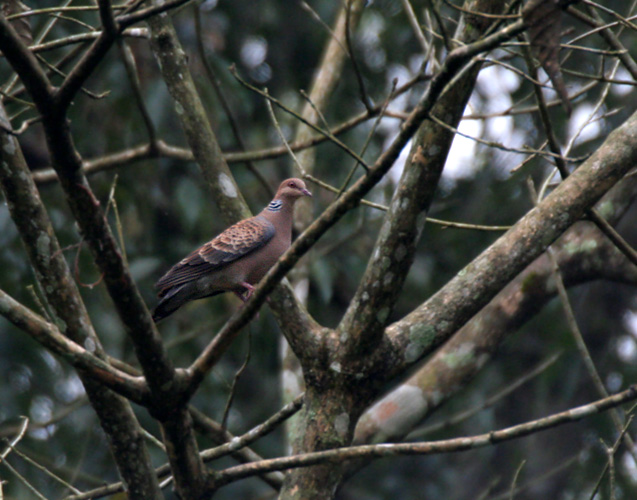
S. o. agricola i Jalpaiguri i Västbengalen, Indien.
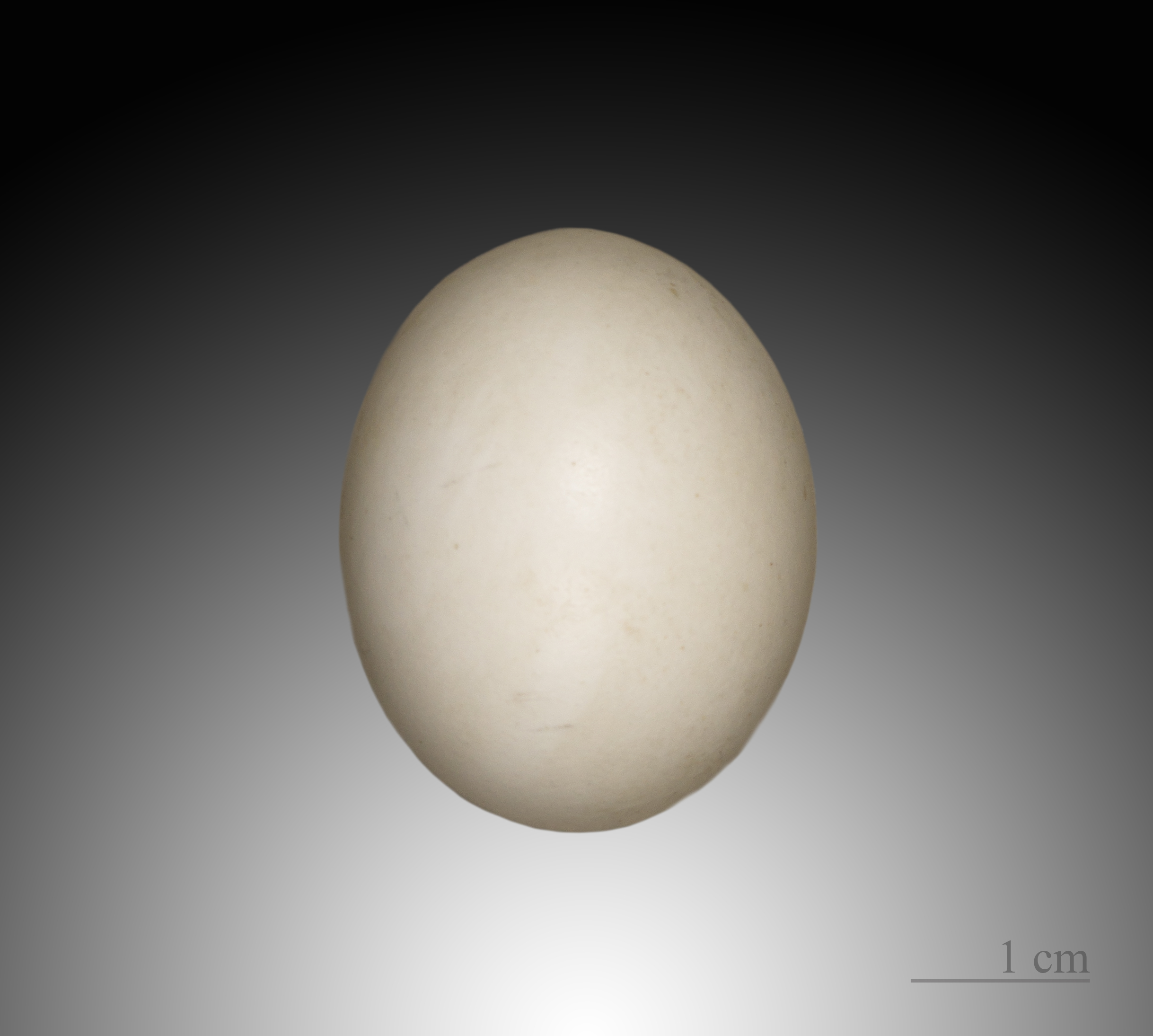
Ägg av större turturduva